# Marton László (üzletember)
Marton László (Sopron, 1973. április 2. –) magyar üzletember, a One Solutions vezetője, korábban Invitech ICT Services Kft. vezérigazgatója. Több évtizedes tapasztalattal rendelkezik az infokommunikációs szektorban, különösen a vállalati IT és távközlési szolgáltatások területén.

## Pályafutása
Marton László szakmai és vezetői tapasztalatait az IBM Magyarországnál eltöltött tíz év során alapozta meg, ahol a pénzintézeti üzletágban kereskedelmi területen dolgozott, majd a nagyvállalati ügyfélszegmens vezetője lett. Ezt követően egy jelentős hazai rendszerintegrátor vállalatnál töltött be marketing- és értékesítési igazgatói pozíciót.
2010-ben csatlakozott az Invitelhez, ahol az ICT üzletfejlesztési igazgatójaként meghatározó szerepet vállalt a társaság informatikai kompetenciájának megteremtésében és az infokommunikációs szolgáltatások bevezetésében.
2019 júniusától az Invitech ICT Services Kft. vállalati értékesítési vezérigazgató-helyetteseként dolgozott, feladatköre kiterjedt az üzleti ügyfeleknek nyújtott távközlési és IT-szolgáltatások értékesítésére, valamint a teljes körű ügyfélkapcsolati tevékenység irányítására.
2024. március 1-jétől az Invitech ICT Services Kft. vezérigazgatójává nevezték ki, feladata az Invitech üzleti stabilitásának megőrzése mellett a cégcsoport átalakítási folyamata során a telekommunikációs vállalat értékesítési tevékenységének kialakítása és koordinálása.
2025. január 1-jétől a 4iG Csoport újonnan létrehozott távközlési zászlóshajója, a One Hungary dedikált B2B-üzletágának, a One Solutions vezetője lett. A One Solutions a Vodafone, DIGI, Invitech és Antenna Hungária korábbi üzleti szolgáltatásait egyesíti, célja, hogy a magyar közép- és nagyvállalatok számára egységes, integrált infokommunikációs megoldásokat nyújtson.

## A One Hungary vezérigazgatójaként
2024. március 1-jén Marton Lászlót nevezték ki az Invitech vezérigazgatójává, amely később az Antenna Hungária es korabbi Vodafone B2B területeivel efyütt a ONE Solutions alkotja a 4iG Csoport transzformációs programja keretében.
A One B2B területe a One Solutions a Vodafone, az Invitech és az Antenna Hungária üzleti szolgáltatásait egyesítve működik. A vállalat célja, hogy a magyarországi közép- és nagyvállalatok számára komplex IT- és távközlési megoldásokat biztosítson, ideértve a hálózatépítést, adatközpont-szolgáltatásokat, felhőalapú megoldásokat és kiberbiztonságot.

## Nyilvános szereplések
Marton László részt vett az ITBusiness által szervezett „One Solutions a megoldások középpontjában” című pódiumbeszélgetésen, ahol a vállalat digitális transzformációjáról és a középvállalati szegmens kihívásairól beszélt.

## Magánélet
Marton László háromgyermekes családapa. Szabadidejében aktívan sportol, például úszik és focizik, valamint érdeklődik a számítógépes játékok iránt. Emellett fontosnak tartja a fiatalok képzését, ezért szabadidejében előadni, oktatni is szokott.